# Tractor beam
Tractor beam (tạm dịch: Chùm tia khống chế vật thể) là một thiết bị có khả năng hút vật thể này đến vật thể khác từ khoảng cách xa. Khái niệm này bắt nguồn từ thuật ngữ trong văn học giả tưởng do E. E. Smith (một bản cập nhật của "chùm tia hút vật thể" trước đó của ông) đặt ra trong cuốn tiểu thuyết nhan đề Spacehounds of IPC (1931).  Kể từ thập niên 1990, công nghệ và nghiên cứu cố đưa loại thiết bị này trở thành hiện thực và đã đạt được một số thành công ở cấp độ vi mô. Ít phổ biến hơn, một chùm tia tương tự đẩy lùi vật thể được gọi là pressor beam hoặc repulsor beam. Xung trọng lực và chùm tia phản lực theo truyền thống là lĩnh vực nghiên cứu từ vật lý học ngoại biên trùng với các khái niệm về chùm tia hút và đẩy vật thể.
Trường lực bị giới hạn trong chùm tia chuẩn trực có đường viền trong sạch là một trong những đặc điểm chính của chùm tia hút và đẩy vật thể. Một số lý thuyết đã dự đoán hiệu ứng đẩy không thuộc phạm trù của chùm tia hút và đẩy vật thể vì không có hiện tượng trường chuẩn trực. Ví dụ, Robert L. Forward, Phòng thí nghiệm Nghiên cứu Hughes, Malibu, California, đã chỉ ra rằng thuyết tương đối rộng cho phép tạo ra một xung lực rất ngắn của một lực đẩy giống trọng lực dọc theo trục của một hình xuyến xoắn ốc chứa vật chất cô đặc có gia tốc.
Cộng đồng khoa học chính thống đã chấp nhận công trình này của Forward. Hai nhà khoa học khác là Walter Dröscher thuộc Học viện Institut für Grenzgebiete der Wissenschaft (IGW), Innsbruck, Áo và Jocham Häuser từ Đại học Khoa học Ứng dụng và CLE GmbH, Salzgitter, Đức đã trình bày một biến thể dựa theo lý thuyết của Burkhard Heim giúp dự đoán trường lực đẩy của các tia hấp dẫn có thể do một chiếc vòng quay trên một từ trường rất mạnh tạo ra.  Lý thuyết của Heim và các biến thể của nó đều được cộng đồng khoa học chính thống coi là vật lý học ngoại biên hay vật lý ngoài lề. Nhưng công trình của Forward mà Dröscher và Häuser không thể coi đây là một dạng chùm tia hút và đẩy vật thể bởi vì các xung lực và hiệu ứng trường dự đoán không bị giới hạn trong một vùng chuẩn trực được xác định rõ ràng.